# Molučka kokošina
Molučka kokošina (lat. Eulipoa wallacei) je jedina vrsta roda Eulipoa iz porodice kokošina. Ponekad je smještena u rod Megapodius.
Endem je Indonezije, pa se ograničila na brežuljkaste i planinske šume Molučkih otoka: Halmahera, Buru, Seram, Ambon, Ternate, Haruku i Bacan. Također živi i na otoku Misool u pokrajini Zapadna Papua.
Duga je prosječno oko 31 centimetar. Perje joj je maslinasto-smeđe boje, u donjem dijelu plavkasto-sivo. Podrepno područje je bijelo, a noge su tamno-maslinaste. Šarenica je smeđe boje, gola koža na licu je ružičasta, dok je kljun plavkasto-žute boje. Leđa su crvenkasto-kestenjastomrke boje, te su na njima sive pruge. Mladunci imaju smećkasto perje, crn kljun, noge i šarenicu boje lješnjaka.
Jedina je kokošina koja polaže jaja noću. Kao gnijezdo koristi nasip napravljen na suncem izloženoj plaži ili vulkanskom tlu.